# 富永ダム
富永ダム（とみながダム）は、愛知県豊田市稲武町（旧・東加茂郡稲武町）、矢作川水系富永川に建設されたダム。高さ32.5メートルの重力式コンクリートダムで、中部電力の発電用ダムである。同社の揚水式水力発電所・奥矢作第一発電所および奥矢作第二発電所の中間調整池を形成。富永ダムを経由して上池・黒田ダム（黒田湖）と下池・矢作ダム（奥矢作湖）との間で水を往来させ、合計最大109万5,000キロワットの電力を発生する。

## 歴史
戦後、電源設備の拡充を進めていた中部電力は、畑薙第一発電所・高根第一発電所・馬瀬川第一発電所に続く第4の大規模揚水発電所建設を矢作川水系に計画。当初の計画では既設の黒田ダムを再開発して上池とし、下池となる建設省（現・国土交通省）の矢作ダムとの間で水を往来させ90万キロワットの電力を得るというものであった。しかし、導水路の経路上に伊勢神断層があることが判明。安全性を考慮し両ダム間に中間調整池が設けられることになった。この有効貯水容量100万トンの中間調整池を形成するのが富永ダムである。
富永ダム建設工事と並行して、上池となる黒田ダムのかさ上げ再開発工事や発電設備の設置工事が着々と進められた。1980年（昭和55年）9月、奥矢作第一発電所1号機および同第二発電所1号機が運用を開始し、1981年（昭和56年）2月には残り4台の水車発電機が運用を開始。2発電所で発生する109万5,000キロワットは、当時としては中部電力最大であった。一連の工事で殉職された作業員は7名。富永ダム左岸の慰霊碑は、彼らの死を悼むしるしである。

## 周辺
下池の矢作ダムと上池の黒田ダムとの中間に位置する富永ダムは、両ダム間にある断層を回避するために設けられたものである。矢作ダムによってせき止められた矢作川の水は、奥矢作湖左岸より取水され、奥矢作第二発電所によって富永ダムまでくみ上げられる。同時に奥矢作第一発電所が運転し、富永ダムから黒田ダムに水がくみ上げられる。奥矢作第一・第二発電所はともに3台の水車発電機を有し、最大使用水量は等しい。両発電所はコンピュータ制御によって緊密に連携しているという。
富永ダムは奥矢作第一発電所の放水路の先に位置する。奥矢作第一発電所がある国道153号・飯田街道の小田木交差点が、ちょうど富永ダムと黒田ダムとの分かれ道である。奥矢作第一発電所構内にはかつてピーアール施設として奥矢作揚水発電館が存在したが、2005年6月30日をもって閉館した。

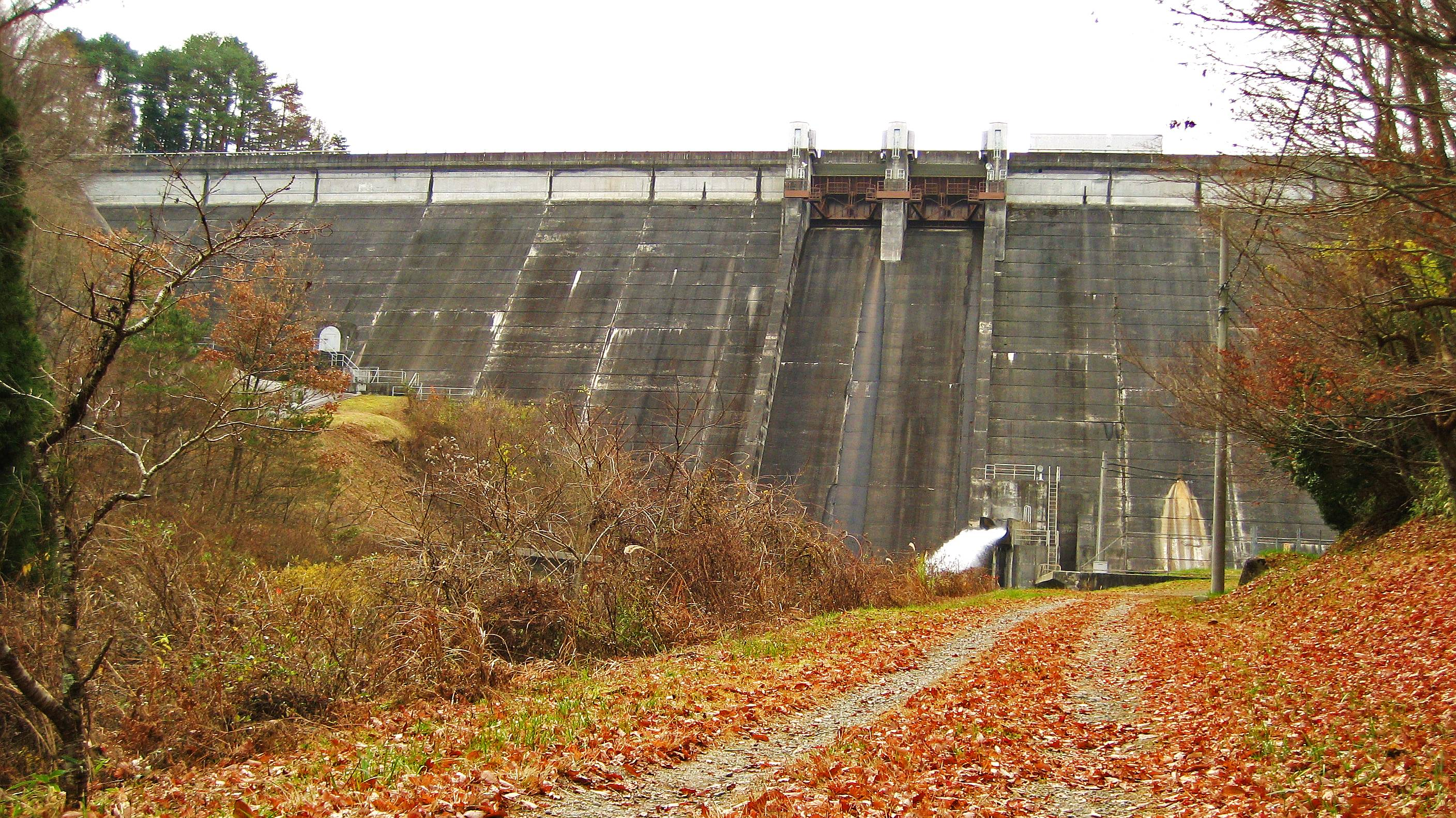
上池・黒田ダム
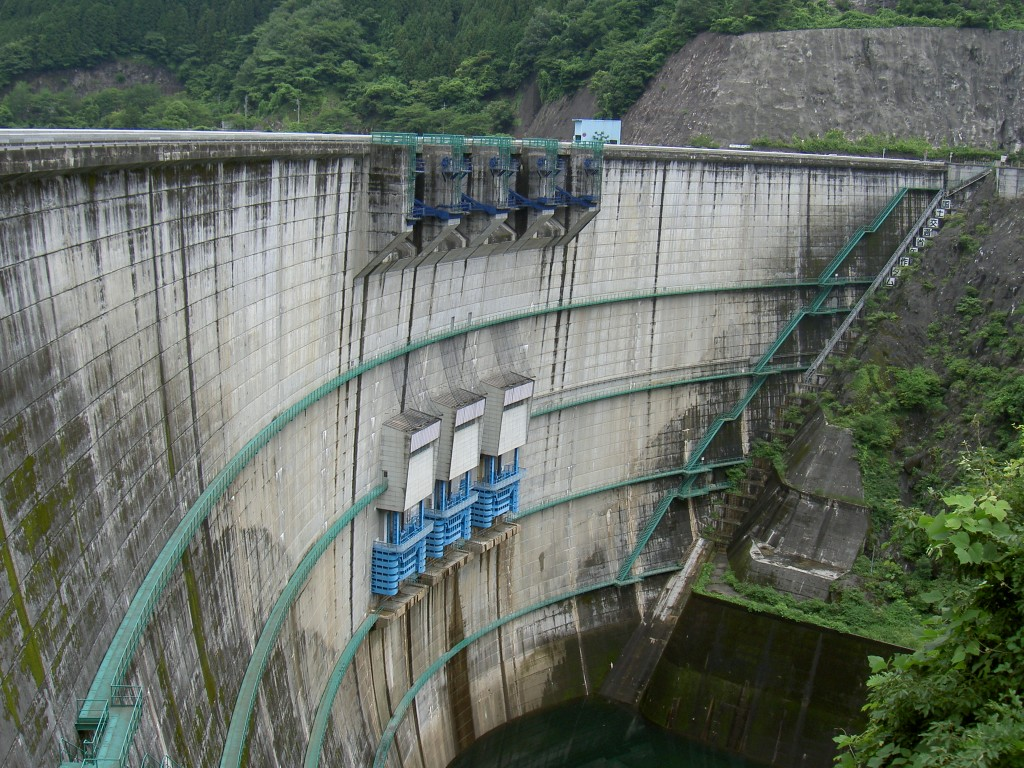
下池・矢作ダム
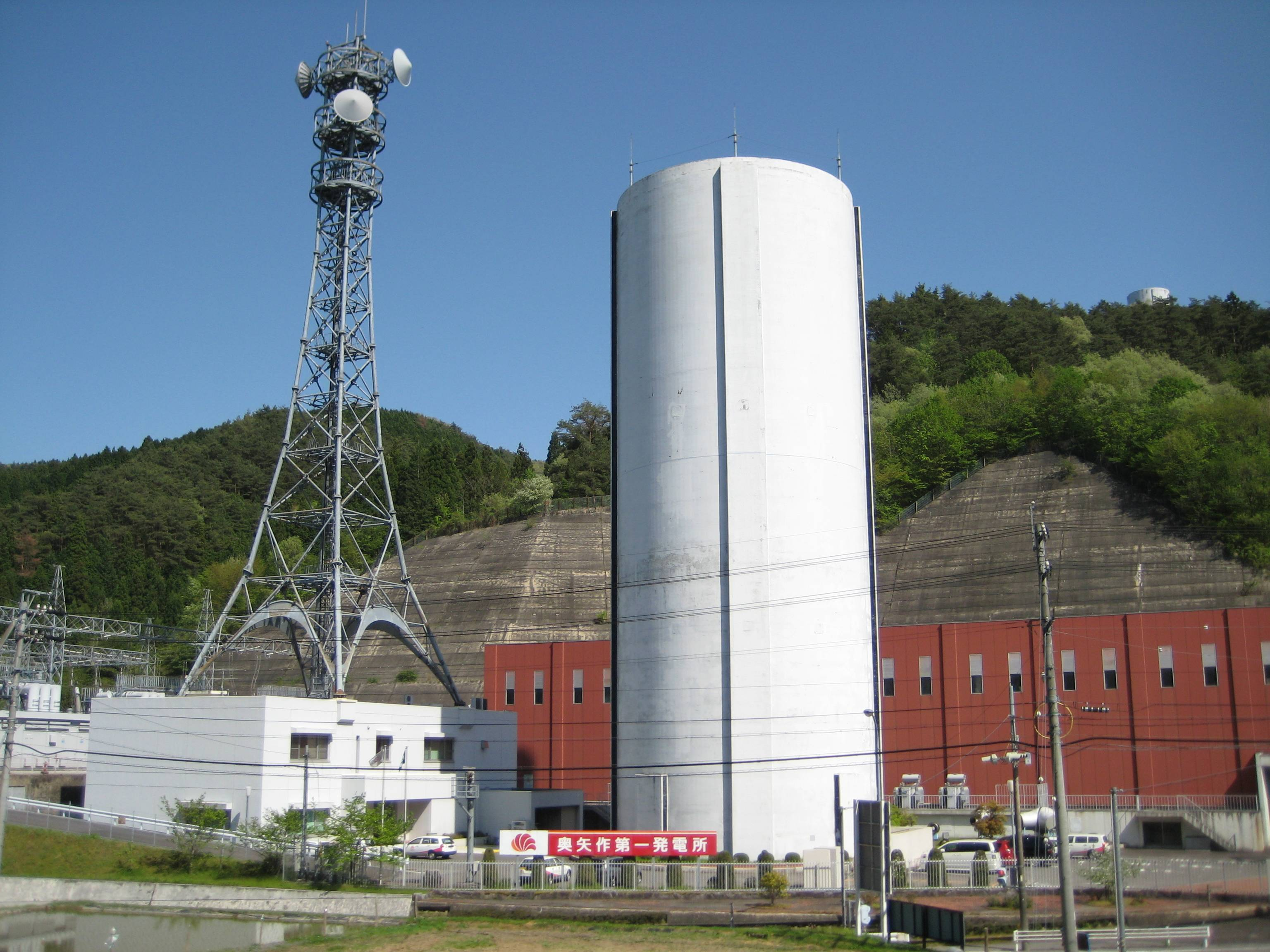
奥矢作第一発電所